# Liste der Kulturdenkmäler in Bollenbach
In der Liste der Kulturdenkmäler in Bollenbach sind alle Kulturdenkmäler der rheinland-pfälzischen Ortsgemeinde Bollenbach aufgeführt. Grundlage ist die Denkmalliste des Landes Rheinland-Pfalz (Stand: 12. Juni 2023).

## Einzeldenkmäler
| Bezeichnung         | Lage                | Baujahr | Beschreibung | Bild                           |
| ------------------- | ------------------- | ------- | --- | ------------------------------ |
| Hofanlage           | Hauptstraße 12 Lage | 1766    | Streuhof; Fachwerkwohnhaus, verputzt und verkleidet, bezeichnet 1766 (eventuell Spolie), Umbau um 1860, Fachwerk-Ökonomie um 1860 | BW                             |
| Evangelische Kirche | Hauptstraße 18 Lage | 1719    | Saalbau mit Dachreiter, bezeichnet 1719                                                                                           | weitere Bilder Fotos hochladen |
| Gemeinschaftsmühle  | Mühlenweg 1 Lage    | 1926    | schlichter Fachwerkbau mit technischer Ausstattung, 1926                                                                          | Fotos hochladen                |